# Letzte Ausfahrt Hollywood
Letzte Ausfahrt Hollywood (Originaltitel: The Last Producer) ist eine US-amerikanische Filmkomödie von Regisseur Burt Reynolds für die Produktionsfirmen Bigel / Mailer Films und LP Productions Inc. aus dem Jahr 2000 mit Burt Reynolds, Ann-Margret und Benjamin Bratt in den Hauptrollen. 

## Handlung
Der Filmproduzent Sonny Wexler ist bereits alt und meint, er habe nichts bedeutendes geleistet. Er will einen Film drehen, der den Menschen in Erinnerung bleibt. Wexler will ein vielversprechendes Drehbuch kaufen, wofür er 50.000 Dollar braucht. Am Drehbuch ist ebenfalls Damon Black interessiert, der für ein großes Studio arbeitet. Wexler bleiben nur wenige Tage Zeit, das Geld zu besorgen.

## Kritiken
„Ein abgehalfterter Hollywood-Produzent wittert durch einen aufstrebenden Jungautor eine neue Chance, hat aber die Rechnung ohne die Finanziers des neuen Systems gemacht. Ein satirischer, mitunter leicht melancholischer Abgesang auf das Hollywood-System der alten Schule, in dem Hauptdarsteller und Regisseur Burt Reynolds eigene Wunden leckt und die Vorherrschaft des (Bank-)Geldes beklagt. Eine Komödie mit einem gewissen Unterhaltungswert für ausgewiesene Freunde des Metiers.“

- Christopher Null schrieb auf Filmcritic.com, dass man im Film nicht viel finden würde, was man mögen könnte. Er lobte das Spiel von Burt Reynolds, das jedoch keine Tiefe zeige.[2]

## Hintergründe
Die Komödie wurde in Los Angeles gedreht.

## Produktionsnotizen
Das Szenenbild schuf Elizabeth Zdansky. Die Visuellen Effekte stammen von Eric Heavens und Dan Schmit. Die Kostüme lieferte Warden Neil. Isabel Harkins zeichnete als Maskenbildner verantwortlich. Die Produktionsleitung hatte Suzette Ervin.